# Teppei Nishiyama
Teppei Nishiyama (西山 哲平?, Nishiyama Teppei; Prefettura di Chiba, 2 febbraio 1975) è un ex calciatore giapponese, di ruolo centrocampista.